# Myopus schisticolor
Genre
Espèce
Statut de conservation UICN

 LC  : Préoccupation mineure
Le Lemming des bois (Myopus schisticolor) ou Lemming des forêts, est une espèce de lemmings, la seule du genre Myopus.

## Répartition et habitat
On le trouve en Norvège, en Suède, en Finlande, en Russie, en Mongolie et en Chine.  Il vit dans les forêts d'épicéas et dans la taïga. La reproduction se fait dans des endroits avec beaucoup de mousses, notamment des genres Pleurozium, Dicranum et Hylocomium, qui sont une bonne source de nourriture en hiver.